# Päpstliche Universität Urbaniana
Koordinaten: 41° 53′ 58,4″ N, 12° 27′ 30,1″ O
Die Päpstliche Universität Urbaniana (lat.: Pontificia Universitas Urbaniana; ital.: Pontificia Università Urbaniana; kurz: PUU) ist eine Universität päpstlichen Rechts und hat ihren Sitz in der Stadt Rom. Die Universität Urbaniana ist die wichtigste Einrichtung der Kongregation für die Evangelisierung der Völker. Schwerpunkt der Ausbildung ist die kulturelle und wissenschaftliche Ausbildung der Mitarbeiter in den Missionsländern, wie Missionaren oder missionswissenschaftlichen Fachkräften und Fachkräften anderer Disziplinen.

## Organisation
Die Pontificia Università Urbaniana (PUU) ist eine von der Apostolischen Kurie gegründete Bildungseinrichtung mit einem speziellen Fokus auf die Evangelisierung der Völker. Sie ist Teil des Bildungssystems des Heiligen Stuhls, wie in der apostolischen Verfassung „Veritatis Gaudium“ festgelegt, und unterliegt den Normen, die von dem Dikasterium für die Kultur und die Bildung (ehemals: Kongregation für das Katholische Bildungswesen) erlassen wurden. Als akademische Institution untersteht sie im Besonderen dem Dikasterium für die Evangelisierung (ehemals: Kongregation für die Evangelisierung der Völker) und agiert im gemeinsamen Rechtssystem, das auf dem Codex des Kanonischen Rechts (CIC) von 1983 (Kan. 815–821), der Apostolischen Verfassung „Sapientia Christiana“ vom 15. April 1979 und den Durchführungsbestimmungen (Ordinationes) des Dikasteriums für die Kultur und die Bildung basiert.
Die gültigen Satzungen wurden am 21. September 2011 von der damaligen Kongregation für das Katholische Bildungswesen genehmigt, und die allgemeinen und speziellen Vorschriften wurden am 1. Oktober 2011 von der damaligen Kongregation für die Evangelisierung der Völker genehmigt. Die PUU setzt sich derzeit aus den Fakultäten für Philosophie, Theologie, Kanonisches Recht und Missionswissenschaft zusammen. Die Fakultät für Missiologie umfasst das Institut für Katechese und missionarische Spiritualität (ISCSM), während die Fakultät für Philosophie das Institut für die Erforschung von Unglauben und Kulturen (IRNCeC, ehemals ISA) beherbergt.
Die Fakultäten und Institute sind jeweils durch eigene Satzungen und Vorschriften geregelt und verleihen akademische Grade oder besondere Diplome gemäß den Zielen der Universität (Satzungen, Art. 6) sowie Doktorate. Neben den Fakultäten und Instituten sind weitere strukturelle Bestandteile der akademischen und wissenschaftlichen Tätigkeit der Universität vorhanden und unterliegen eigenen Vorschriften: 102 Institute, darunter Aggregierte, Assoziierte und Verbundene in vierzig Ländern auf fünf Kontinenten; das Sprachenzentrum; das Zentrum für chinesische Studien; das Zentrum für Sozialkommunikation; die Bibliothek; die Urbaniana University Press. Als Serviceeinheiten mit Bürofunktionen gelten: die Generalsekretärin, die assoziierten Institute, die Bibliothek, die Urbaniana University Press, das Wirtschaftsamt und das Qualitätsmanagementbüro. Die Vitalität der Universitätsgemeinschaft wird auch durch den Verein der Studenten „Omnes Gentes“ unterstützt, der im Jahr 1963 gegründet wurde und nach seinen eigenen Satzungen agiert.
Offizieller Sitz ist in der Via Urbano VIII, 16 in Rom sowie Piazzale della Pace, 1 in Castel Gandolfo.

## Geschichte
Die Hochschule wurde 1622 von Papst Gregor XV. mit der Gründung der Kongregation De Propaganda Fide geplant. Am 1. August 1627 hat Papst Urban VIII. mit der Bulle Immortalis Dei Filius das Collegio Urbano de Propaganda Fide anerkannt. Das Kolleg wurde daraufhin von dem spanischen Priester Juan Bautista Vives y Marja (1545–1632) gegründet. Papst Urban VIII. beauftragte Gian Lorenzo Bernini mit dem Bau des Palazzo di Propaganda Fide, der die Hochschule beheimatete. Unter Innozenz X. wurde der Palast von Francesco Borromini fertiggestellt.

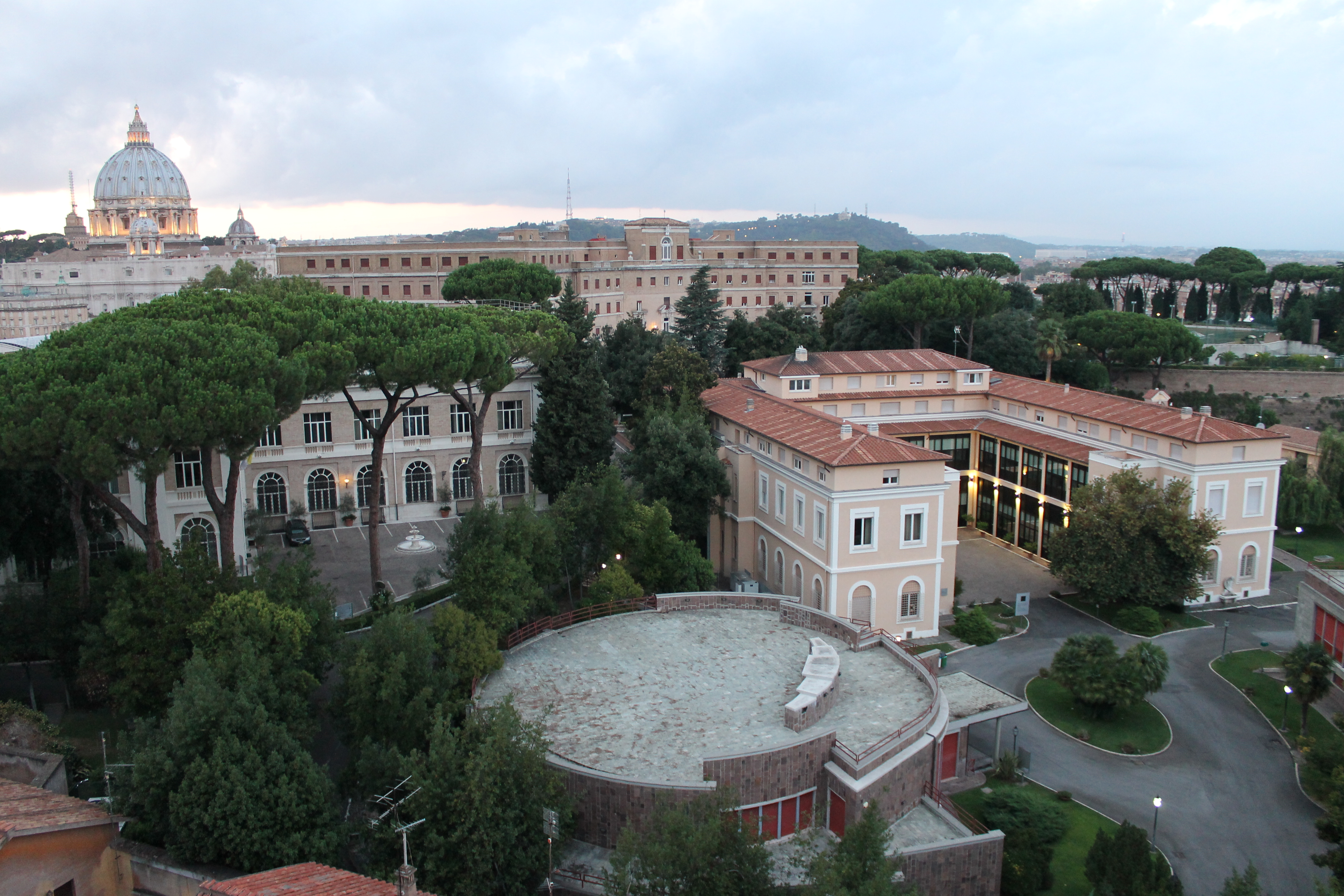
Campus der Urbaniana (2013)

1927 verlegte Pius XI. die Hochschule, die 1933 eingeweiht wurde, von der Piazza di Spagna auf den Gianicolo. Papst Johannes XXIII. erhob am 1. Oktober 1962, kurz vor dem Beginn des Zweiten Vatikanischen Konzils, mit dem Motu Proprio Fidei Propagandae (deutsch: „Zur Verbreitung des Glaubens“) die Hochschule zur Päpstlichen Universität.
Während der ersten 300 Jahre ihres Bestehens hatte das Collegio Urbano seinen Sitz im historischen Palast am Piazza di Spagna, wo sich heute das Dikasterium für die Evangelisierung (ehemals: Kongregation für die Evangelisierung der Völker) befindet. Im Jahr 1926, unter Papst Pius XI., wurde es auf den römischen Hügel Gianicolo verlegt und in den folgenden Jahrzehnten erweitert.
Die Hauptaufgabe des Collegio Urbano de Propaganda Fide und später der Pontificia Università Urbaniana war die Ausbildung von Priestern, Ordensleuten und Laien, die in Missionsgebieten tätig waren, in enger Verbindung mit den institutionellen Zielen der Kongregation für die Evangelisierung der Völker. Im Laufe des 20. Jahrhunderts entwickelte sich die Urbaniana zu einer akademischen Institution von internationalem Rang und erhielt die Befugnis, akademische Grade in Missiologie und Kanonischem Recht zu verleihen. Sie unterhält enge Beziehungen zu anderen Universitäten und Institutionen weltweit und bietet Studiengänge zur Mobilität von Menschen an. Im Jahr 2004 wurde das Scalabrini International Migration Institute (SIMI) in die PUU integriert. Dieses Institut befasst sich mit Fragen der internationalen Migration und spielte eine wichtige Rolle in der Forschung und Lehre im Zusammenhang mit Mobilität und Migration. 2019 wurde auf Initiative der PUU und mit Genehmigung der Kongregation für die Katholische Bildung eine neue Sektion in der Fakultät für Kanonisches Recht geschaffen, die sich auf pastorale Theologie und menschliche Mobilität spezialisiert hat.
Die Bibliothek der Universität enthält eine beeindruckende Sammlung von Büchern, darunter seltene und antike Werke, Karten, sowie eine umfangreiche Sammlung von Bibelausgaben in verschiedenen alten Sprachen.
Die Urbaniana University Press ist für die Veröffentlichung von wissenschaftlichen Arbeiten verantwortlich und trägt zur Verbreitung von Forschungsergebnissen bei. Die Universität beteiligt sich aktiv an internationalen Bildungsinitiativen und ist Mitglied der FUCE (Federazione delle Università Cattoliche in Europa) und der FIUC (Federazione Internazionale delle Università Cattoliche).

## Rektoren
- Salvatore Garofalo, (1958–1971)[8]
- José Saraiva Martins CMF (1977–1983)
- Luigi Bogliolo, SDB (1983–1986)
- José Saraiva Martins CMF (1986–1988)
- Daniel Acharuparambil OCD (1988–1994)
- Erich Schmid (1994–1997)
- Ambrogio Spreafico (1997–2003)
- Giuseppe Cavallotti (2003–2005)
- Ambrogio Spreafico (2005–2008)
- Cataldo Zuccaro (2008–2011)
- Alberto Trevisiol, IMC (2011–2017)
- Leonardo Sileo OFM (2017–2023)
- Vincenzo Buonomo, ab 1. Oktober 2023 (ernannt)